# Nyssodrysina grisella
Nyssodrysina grisella är en skalbaggsart som först beskrevs av Bates 1864.  Nyssodrysina grisella ingår i släktet Nyssodrysina och familjen långhorningar. Inga underarter finns listade i Catalogue of Life.